# David Zindell
David Zindell (* 28. November 1952 in Toledo, Ohio) ist ein US-amerikanischer Science-Fiction- und Fantasy-Autor sowie graduierter Mathematiker.

## Leben
David Zindell wurde am 28. November 1952 in Toledo (Ohio) geboren. Er besuchte die Universität von Colorado in Boulder, wo er 1984 den Grad eines B.A. in Mathematik erlangte. Er lebt auch heute noch in Boulder.
Seine erste veröffentlichte Geschichte war The Dreamer's Sleep im Jahre 1984. Im darauf folgenden Jahr gewann er den „Writers of the Future“-Wettbewerb. Ein weiteres Jahr später wurde er für den John W. Campbell Award for Best New Writer nominiert.
Zindell versucht in seinen Romanen, angefangen bei Neverness, den Gegensatz zwischen Materialismus und Spiritualismus zu überwinden. So wirken diese teils wie eine mathematische Suche nach dem Ursprung des Lebens. In seinem Valasho-Epos, einem Fantasy-Zyklus, erforscht er die Evolution des Bewusstseins.

## Werk

### A Requiem for Homo Sapiens
- Vol. 1: The Broken God, 1992
- Vol. 2: The Wild, 1995
- Vol. 3: War in Heaven, 1998

### Das Valashu-Epos (The Ea Cycle)
- Vol. 1: The Lightstone, 2001

Band 1: Der magische Stein, Blanvalet, 2003, ISBN 3-442-24980-5
- Vol. 2: The Lord of Lies, 2004

Band 2: Der Herr der Lügen, Blanvalet, 2004, ISBN 3-442-24982-1
- Vol. 3: Black Jade, 2005

Band 3: Der verfluchte Wald, Blanvalet, 2006, ISBN 3-442-24984-8
- Vol. 4: The Diamond Warriors, 2007

### Einzelromane
- Neverness, 1988

Neverness, Heyne, 1991, ISBN 3-453-04284-0

### Kurzgeschichten
- The Dreamer's Sleep, 1984
- Caverns, 1985
- Shanidar, 1985
- When the Rose Is Dead, 1991